# マダガスカルの大統領
マダガスカルの大統領（マダガスカルのだいとうりょう、マダガスカル語: Filohan'i Madagasikara, フランス語: Président de la République de Madagascar）は、マダガスカルの国家元首たる大統領である。
マダガスカルではこれまでにたびたびクーデター等の政治危機が起こっており、大統領以外の役職の者が元首となるケースも少なくないため、ここではそれらも含めて記述した。

## 概要
2018年現在の憲法では、現職の大統領が大統領選挙に立候補する場合は選挙の60日前に辞任しなければならない。これは、国家のリソースが現職大統領の選挙運動に使われないための措置である。

## 大統領の一覧
| 仏自治領マルガシュ共和国 |                                                           |        |                                 |                               |                                 |                                  |                                   |
| 代                       | 大統領                                                    | 大統領 | 所属政党                        | 期                            | 在任期間                        | 在任期間                         | 備考                              |
| 01                       | フィリベール・ツィラナナ Philibert Tsiranana              |        | マダガスカル・ コモロ社会民主党 | 1                             | 1959年5月1日 - 1960年6月26日    | 1年 + 56日                       |                                   |
| マルガシュ共和国         |                                                           |        |                                 |                               |                                 |                                  |                                   |
| 代                       | 大統領                                                    | 大統領 | 所属政党                        | 期                            | 在任期間                        | 在任期間                         | 備考                              |
| (1)                      | フィリベール・ツィラナナ Philibert Tsiranana              |        | マダガスカル・ コモロ社会民主党 | 1                             | 1960年6月26日 - 1965年          | 12年 + 107日 （計 13年 + 163日） |                                   |
| (1)                      | フィリベール・ツィラナナ Philibert Tsiranana              | 2      | マダガスカル・ コモロ社会民主党 | 1965年 - 1972年               |                                 | 12年 + 107日 （計 13年 + 163日） |                                   |
| (1)                      | フィリベール・ツィラナナ Philibert Tsiranana              | 3      | マダガスカル・ コモロ社会民主党 | 1972年 - 1972年10月11日       | 任期満了前に辞任                | 12年 + 107日 （計 13年 + 163日） |                                   |
| 02                       | ガブリエル・ラマナンツォア Gabriel Ramanantsoa            |        | 無所属 （軍人）                 | 4                             | 1972年10月11日 - 1975年2月5日   | 2年 + 117日                      | 国家元首 任期満了前に辞任         |
| 0－                      | リシャール・ラツィマンドラヴァ Richard Ratsimandrava      |        | 無所属 （軍人）                 | －                            | 1975年2月5日 - 1975年2月11日    | 6日                              | 国家元首 在任中に死去             |
| 0－                      | ジル・アンドリアマハゾ Gilles Andriamahazo                |        | 無所属 （軍人）                 | －                            | 1975年2月12日 - 1975年6月15日   | 123日                            | 元首代行 （国軍指導委員会議長）   |
| 0－                      | ディディエ・ラツィラカ Didier Ratsiraka                   |        | 無所属 （軍人）                 | －                            | 1975年6月15日 - 1975年12月30日  | 198日                            | 元首代行 （最高革命評議会議長）   |
| マダガスカル民主共和国   |                                                           |        |                                 |                               |                                 |                                  |                                   |
| 代                       | 大統領                                                    | 大統領 | 所属政党                        | 期                            | 在任期間                        | 在任期間                         | 備考                              |
| 0－                      | ディディエ・ラツィラカ Didier Ratsiraka                   |        | 無所属 （軍人）                 | －                            | 1975年12月30日 - 1976年1月4日   | 5日                              | 元首代行 （最高革命評議会議長）   |
| 03                       | ディディエ・ラツィラカ Didier Ratsiraka                   | 4      | 無所属 （軍人）                 | 1976年1月4日 - 1976年11月30日 | 16年 + 252日                    |                                  |                                   |
| (3)                      | ディディエ・ラツィラカ Didier Ratsiraka                   | 4      | マダガスカル再生協会            | 1976年11月30日 - 1982年       | 16年 + 252日                    | 新党結成                         |                                   |
| (3)                      | ディディエ・ラツィラカ Didier Ratsiraka                   | 5      | マダガスカル再生協会            | 1982年 - 1989年               | 16年 + 252日                    |                                  |                                   |
| (3)                      | ディディエ・ラツィラカ Didier Ratsiraka                   | 6      | マダガスカル再生協会            | 1989年 - 1992年9月12日        | 16年 + 252日                    |                                  |                                   |
| マダガスカル共和国       |                                                           |        |                                 |                               |                                 |                                  |                                   |
| 代                       | 大統領                                                    | 大統領 | 所属政党                        | 期                            | 在任期間                        | 在任期間                         | 備考                              |
| (3)                      | ディディエ・ラツィラカ Didier Ratsiraka                   |        | マダガスカル再生協会            | 6                             | 1992年9月12日 - 1993年3月27日   | 196日 （計 17年 + 82日）         |                                   |
| 04                       | アルベール・ザフィ Albert Zafy                            |        | 民主発展国民連合                | 7                             | 1993年3月27日 - 1996年9月5日    | 3年 + 162日                      | 任期満了前に解任                  |
| 0－                      | ノルベルト・ラツィラホナナ Norbert Ratsirahonana          |        | 事業審判党                      | 7                             | 1996年9月5日 - 1997年2月9日     | 157日                            | 大統領代行 （最高裁判所長官）     |
| 05                       | ディディエ・ラツィラカ Didier Ratsiraka                   |        | マダガスカル再生協会            | 8                             | 1997年2月9日 - 2002年7月5日     | 5年 + 146日 （計 22年 + 228日）  |                                   |
| 06                       | マーク・ラヴァルマナナ Marc Ravalomanana                  |        | 私はマダガスカルを愛する        | 9                             | 2002年2月22日 - 2006年          | 7年 + 23日                       |                                   |
| 06                       | マーク・ラヴァルマナナ Marc Ravalomanana                  | 10     | 私はマダガスカルを愛する        | 2006年 - 2009年3月17日        | 任期満了前に辞任                | 7年 + 23日                       |                                   |
| 0－                      | イポリット・ラマロソン Hyppolite Ramaroson                | 10     |                                 | 無所属 （軍人）               | 2009年3月17日 - 2009年3月17日   | 0日                              | 元首代行 （軍総務局長官）         |
| 0－                      | アンドリー・ラジョエリナ Andry Nirina Rajoelina           |        | 決意したマダガスカルの青年      | －                            | 2009年3月17日 - 2014年1月25日   | 4年 + 314日                      | 元首代行 （高等暫定統治機構議長） |
| 07                       | ヘリー・ラジャオナリマンピアニナ Hery Rajaonarimampianina |        | マダガスカルのための新勢力      | 11                            | 2014年1月25日 - 2018年9月7日    | 4年 + 225日                      |                                   |
| 0－                      | リヴォ・ラコトヴァオ Rivo Rakotovao                       |        | マダガスカルのための新勢力      | 11                            | 2018年9月7日 - 2019年1月19日    | 134日                            | 大統領代行 （上院議長）           |
| 08                       | アンドリー・ラジョエリナ Andry Nirina Rajoelina           |        | 決意したマダガスカルの青年      | 12                            | 2019年1月19日 - 2023年9月9日    | 4年 + 233日                      |                                   |
| 0－                      | クリスチャン・ンツァイ Christian Ntsay                    |        | 無所属                          | 12                            | 2023年9月9日 - 2023年10月27日   | 48日                             | 大統領代行 （首相）               |
| 0－                      | リチャード・ラヴァルマナナ Richard Ravalomanana           |        | 無所属                          | 12                            | 2023年10月27日 - 2023年12月16日 | 50日                             | 大統領代行 （上院議長）           |
| 08                       | アンドリー・ラジョエリナ Andry Nirina Rajoelina           |        | 決意したマダガスカルの青年      | 13                            | 2023年12月16日 - （現職）       | 1年 + 86日                       |                                   |